# Digimon (série de jogos eletrônicos)
Digital Monster, comercializado internacionalmente como Digimon (anteriormente DigiMon), é uma série de jogos eletrônicos criada por Akiyoshi Hongo como parte da franquia de mídia Digimon. Desenvolvido e publicado principalmente pelas empresas pertencentes a Bandai Namco Holdings, a franquia é composta por várias subséries e abrange vários gêneros como RPG, corrida, luta e romance visual.
A série foi lançada pela primeira vez em 1998, no Japão, com o jogo Digital Monster Ver. S: Digimon Tamers, uma versão do Virtual pet Digimon para o console Sega Saturn. A maioria dos títulos de Digimon são entradas independentes, apesar de compartilharem um Multiverso, com suas próprias histórias e personagens. Os elementos recorrentes incluem temas de enredo, criar, cuidar, lutar e recrutar criaturas (digimon) para vencer batalhas. Elementos de filosofia, religião, ocultismo e ficção científica foram incorporados à série em diferentes momentos.
Embora não mantenha uma popularidade tão alta quanto outras séries de monstros, como Dragon Quest e Megami Tensei, é popular no Japão e mantém um forte grupo de fãs no Ocidente. A série tornou-se conhecida por suas experimentações e jogabilidade desafiadora, mas gerou polêmica sobre certos conteúdos maduros, temas sombrios e uso de imagens religiosas cristãs, chegando a ter censura em determinados jogos.

## Títulos

### Jogos
O primeiro jogo da franquia, Digital Monster Ver. S: Digimon Tamers, foi lançado em 23 de setembro de 1998. As entradas a seguir quase sempre não foram relacionadas entre si, exceto por transportar elementos temáticos e de jogabilidade. Os jogos de Digimon são divididos em duas séries principais: os com mecânica de Animal de estimação virtual junto com os títulos World 2, World 3 e World X (4) que formam a série World, e os jogos baseados na jogabilidade do World 3 que fazem parte da série Story. Existem também títulos spin-off independentes de diversos gêneros, como luta e corrida. Além de outras franquias como Tamagotchi e Magical Witches, que são spin-offs comercializados como parte do multiverso de bichinhos virtuais da Bandai.

#### Série World
| 1999 | Digimon World                                    |
| 2000 | Digimon World 2                                  |
| 2001 |                                                  |
| 2002 | Digimon World 3                                  |
| 2002 | Digimon World 2003                               |
| 2003 |                                                  |
| 2004 |                                                  |
| 2005 | Digimon World 4                                  |
| 2006 |                                                  |
| 2007 |                                                  |
| 2008 |                                                  |
| 2009 |                                                  |
| 2010 |                                                  |
| 2011 |                                                  |
| 2012 | Digimon World Re:Digitize                        |
| 2013 | Digimon World Re:Digitize Decode                 |
| 2014 |                                                  |
| 2015 |                                                  |
| 2016 | Digimon World -next 0rder-                       |
| 2017 | Digimon World -next 0rder- International Edition |

As quatro primeiras entradas: Digimon World, Digimon World 2, Digimon World 3 e Digimon World X (4) não possuem relação em termos de história, e cada uma introduziu uma jogabilidade diferente. O primeiro World definiu o segmento que seria utilizado na série a partir de 2012. Enquanto o World 3 inspirou a série Story.
Após um intervalo de seis anos, Digimon World Re:Digitize foi lançado em 2012 para o PlayStation Portable. A versão Decode foi lançada no Japão em 2013 somente para Nintendo 3DS. O jogo resgatava as mecânicas do jogo de 1999 e consolidou a série com esse estilo de jogabilidade. A próxima entrada, Digimon World -next 0rder-, foi lançado para o PlayStation Vita em 2016 no Japão e sua versão internacional em 2017 para PlayStation 4. É uma continuação do primeiro World.
Além disso, há jogos spin-off da série World. Existe o Digimon World: Digital Card Battle lançado no mesmo ano e no mesmo sistema que Digimon World, e sua continuação Digimon World: Digital Card Arena (Digital Battle Arena no exterior). Também existe a trilogia Pocket com Pocket Digimon World, Pocket Digimon World: Wind Battle Disc e Pocket Digimon World: Cool & Nature Battle Disc.
A série World é conhecida pelo seu nível de dificuldade e complexidade, principalmente os com mecânica de Tamagotchi, o que afasta jogadores casuais. Neste tipo de jogo você precisa criar, cuidar e treinar seu monstro para as batalhas. Se você os criar da maneira certa, eles obedecerão às suas ordens. Mas se você não os educar da maneira correta, eles podem desobedecê-lo ou fazer outra coisa. As evoluções dependem de como o jogador cuidou e treinou seu digimon. O monstro possui também um limite de vida em cada estágio de evolução, o que pode ser frustrante para algumas pessoas ter que recomeçar a criar o digimon. As análises dos jogos desta série recomendam apenas se você é um fã hardcore da franquia.

#### Série Story
| 2006 | Digimon Story                                |
| 2007 | Digimon Story: Sunburst & Moonlight          |
| 2008 |                                              |
| 2009 |                                              |
| 2010 | Digimon Story: Lost Evolution                |
| 2011 | Digimon Story: Super Xros Wars Blue & Red    |
| 2012 |                                              |
| 2013 |                                              |
| 2014 |                                              |
| 2015 | Digimon Story: Cyber Sleuth                  |
| 2016 |                                              |
| 2017 | Digimon Story: Cyber Sleuth Hacker's Memory  |
| 2018 |                                              |
| 2019 | Digimon Story Cyber Sleuth: Complete Edition |
| 2020 |                                              |
| 2021 |                                              |
| 2022 |                                              |
| 2023 |                                              |
| 2024 |                                              |
| 2025 | Digimon Story Time Stranger                  |

O primeiro jogo da série, Digimon Story (originalmente lançado no exterior como Digimon World DS), foi lançado em 2006 no Japão e na América do Norte. A segunda entrada da série é dividida em dois jogos, Sunburst e Moonlight (originalmente lançada no exterior como Digimon World: Dawn e Dusk). O Digimon Story: Lost Evolution foi lançado em 2010 somente no Japão. A quarta parcela também foi lançada somente no Japão, em 2011, com o nome de Digimon Story: Super Xros Wars, que assim como a segunda entrada da série foi dividido em dois jogos, Blue e Red. Fechando assim os jogos lançados para os portáteis da Nintendo.
Após um intervalo de três anos, Digimon Story: Cyber Sleuth foi lançado em 2015 para o PlayStation Vita no Japão e em 2016 para o Playstation 4 no Ocidente, após uma petição feita por fãs. O jogo foi criado com o foco em atrair os fãs antigos da franquia, utilizando de temas mais pesados, piadas de duplo sentido e uma boa quantidade de digimon antigos. Sua contraparte Digimon Story: Cyber Sleuth Hacker's Memory, que conta a história a partir de um outro ponto de vista, foi lançado no Japão para Playstation 4 e Playstation Vita em 2017 e mundialmente em 2018 para as mesmas plataformas. No ano de 2019 foi lançado para Nintendo Switch e PC o Digimon Story Cyber Sleuth: Complete Edition, um pacote que contém os dois jogos, cross-save e digimon presentes no Hacker's Memory no Cyber Sleuth. Antes do lançamento do Hacker's Memory, em 2017, foi revelado que está em desenvolvimento um novo jogo da série Story sem relação com a duologia Cyber Sleuth, que foi dita como encerrada pelo produtor Habu Kazumasa.
A série Story, apesar de possuir um certo nível de dificuldade e complexidade, é mais amigável a jogadores casuais por seguir mecânicas básicas de JRPG, como por exemplo Persona e o Digimon World 3. Neste tipo de jogo você precisa coletar monstros, criar uma party com o digimon, batalhar por turnos, fazer missões principais e sidequests. Existem encontros aleatórios enquanto você explora o mapa, os seus digimon possuem levels para subir, é possível escolher a evolução dos monstros e eles não possuem limite de vida.

#### Outros jogos

Captura de tela do jogo Digimon Racing com o jogador utilizando o Greymon.

A franquia Digimon é conhecida por experimentar, por isso existem outras séries spin-off que cobrem vários gêneros. No gênero de luta temos as séries Rumble e Battle Spirit. O Digimon Racing é o representante do gênero de corrida. Há também jogos que tentam simular os brinquedos de LCD Digital Monster, como o Digital Monster Ver. S: Digimon Tamers, o Digital Monster Ver. WonderSwan e o Digimon Championship (lançado no exterior como Digimon World Championship).
O gênero de MMORPG também foi contemplado em Digimon. Existem dois jogos ainda ativos são eles: Digimon Masters, que em breve ganhará uma remasterização, e Digimon Super Rumble lançado em 2021. Já Digimon RPG (lançado no exterior como Digimon Battle Online) foi fechado em 2013.
Também foram desenvolvidos inúmeros jogos baseados e/ou no mesmo universo das animações, como por exemplo Digimon Adventure, Digimon Savers: Another Mission e Digimon Adventure 02: Tag Tamers.
Com o anúncio de Digimon Survive, em 2018, o produtor da franquia Habu Kazumasa anunciou que tem o interesse de transformar o jogo em uma série central ao lado da World e  da Story. A mecânica da série será baseada na do Survive, isto é, um visual novel com elementos de sobrevivência e RPG Tático.

#### Appmon
A série Appmon é um projeto multimídia que faz parte de Digimon. Foi criado para atrair o público jovem japonês para a franquia. Foi produzido um jogo principal chamado Digimon Universe Appli Monsters lançado em 2016, e dois jogos mobiles Appmon Data Lab e Appli Monsters: Protect the World.

#### Jogos cancelados
Após o sucesso do Tamagotchi CD-ROM, a Bandai Digital Entertainment anunciou no dia 17 de fevereiro de 1998 um jogo baseado no brinquedo Digimon, a sequência do popular Tamagotchi, o DigiMon CD-ROM, que estava sendo desenvolvido pela Rapture Technologies e estaria disponível para Windows 95 em junho de 1998 por um preço de varejo sugerido de $19,95. A jogabilidade seria baseadas nos brinquedos:  o monstrinho deve ser bem alimentado, treinado e cuidado para o combate. Até quatro Digimon podem ser levantados na tela simultaneamente e, quando necessário, deixados no Centro de Treinamento por até 72 horas quando os proprietários estão longe do computador. Dependendo de quão bem o jogador cuida de seu Digimon, o personagem na tela irá evoluir para personagens monstruosos prontos para lutar contra outros monstros.
Também estava sendo produzido um jogo para WonderSwan Color, denominado Digimon Tamers: Digimon Action,  um jogo para Wii, denominado apenas como Digimon, e um jogo mobile de Digimon Fusion (Xros Wars), desenvolvido pela the playforge.

## Lista de Jogos das séries principais

### Série World

#### Animal de estimação virtual / Simulador (Tamagotchi)
- Digimon World (JP28 de janeiro de 1999, NA23 de maio de 2000, PAL6 de julho de 2001)
- Digimon World Re:Digitize (JP19 de julho de 2012)
- Digimon World Re:Digitize Decode (JP27 de junho de 2013)
- Digimon World -next 0rder- (JP17 de março de 2016)
- Digimon World -next 0rder- International Edition (PAL27 de janeiro de 2017, NA31 de janeiro de 2017, JP26 de fevereiro de 2017)

#### Dungeon crawler
- Digimon World 2 (JP27 de julho de 2000, NA19 de maio de 2001)

#### RPG
- Digimon World 3 (NA5 de junho de 2002, JP4 de julho de 2002)
- Digimon World 2003 (EU/AU29 de novembro de 2002)

#### Action RPG
- Digimon World 4 (JP6 de janeiro de 2005, NA1 de junho de 2005, PAL2 de setembro de 2005)

#### Spin-offs
- Digimon World: Digital Card Battle (JP22 de dezembro de 1999)
- Pocket Digimon World (JP29 de junho de 2000)
- Pocket Digimon World: Wind Battle Disc (JP6 de outubro de 2000)
- Digimon World: Digital Card Arena (JP21 de dezembro de 2000, NA28 de junho de 2001, EU5 de julho de 2002)
- Pocket Digimon World: Cool & Nature Battle Disc (JP22 de fevereiro de 2001)

### Série Story
- Digimon Story (JP15 de junho de 2006, NA7 de novembro de 2006)
- Digimon Story: Sunburst & Moonlight (JP29 de março de 2007, NA18 de setembro de 2007)
- Digimon Story: Lost Evolution (JP1 de julho de 2010)
- Digimon Story: Super Xros Wars Blue & Red (JP3 de março de 2011)
- Digimon Story: Cyber Sleuth (JP12 de março de 2015, NA2 de fevereiro de 2016, EU5 de fevereiro de 2016)
- Digimon Story: Cyber Sleuth Hacker's Memory (JP14 de dezembro de 2017, WW19 de janeiro de 2018)
- Digimon Story Time Stranger (2025)